# Golfo Paradiso
Il Golfo Paradiso è un piccolo golfo situato sulla riviera di levante della città metropolitana di Genova, nella parte orientale del golfo di Genova, nel mar Ligure.
Il comprensorio appartiene all'area metropolitana di Genova e si estende tra la foce del torrente Nervi ed il promontorio di Portofino. Confina a nord con la val Fontanabuona, ed è costituito da sette comuni, di cui cinque sul mare (Bogliasco, Pieve Ligure, Sori, Recco, Camogli) e due senza sbocco sul golfo (Avegno e Uscio), nonché dai quartieri dell'estremo levante genovese Nervi e Sant'Ilario.
Recco e Camogli, sono famose rispettivamente la prima per la focaccia al formaggio, la pallanuoto e i fuochi d'artificio dell'8 settembre, mentre la seconda per le acciughe, i velieri e le case colorate che si affacciano sul mare.
Dal punto di vista dei servizi è però proprio Recco il centro di riferimento di tutto il Golfo Paradiso: qui trovano sede i principali uffici pubblici ed è presente l'unico casello autostradale.
Il 24 novembre 2014 è stata istituita l'Unione dei comuni del Golfo Paradiso, mentre al 5 dicembre risale la costituzione dell'Unione dei comuni della Valle del Tempo.

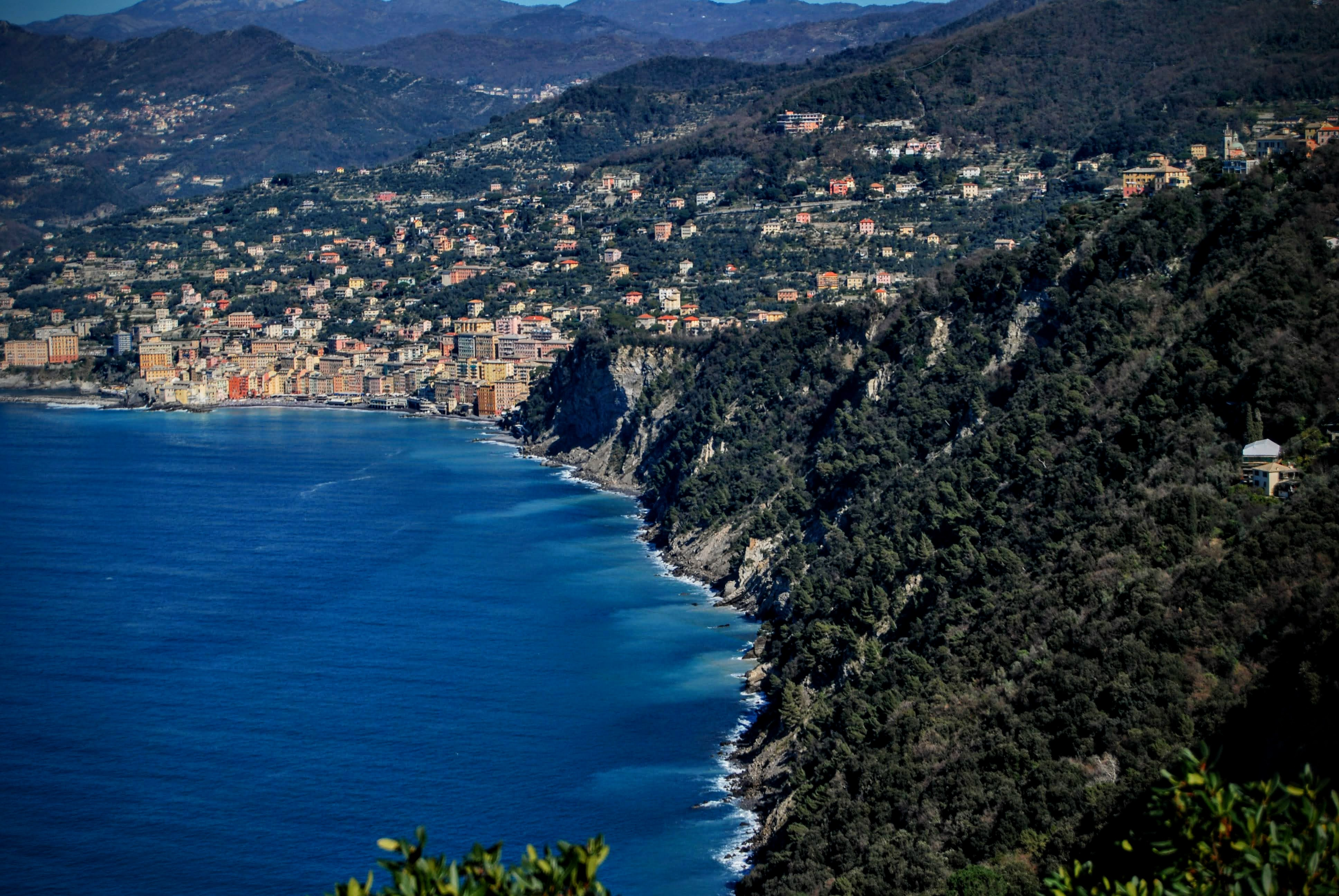
veduta di Camogli

## Clima
Dopo il tratto di riviera intorno a Imperia e Sanremo, l'intera costa del golfo Paradiso, con il litorale di levante della città di Genova (Quarto, Quinto, Nervi, Sant'Ilario) è la zona della Liguria che d'inverno presenta il clima più mite avendo temperature medie giornaliere del mese più freddo prossime ai +9 °C e in alcuni punti più riparati anche intorno a +10 °C.
In estate il clima del golfo Paradiso si presenta moderatamente caldo (medie dei mesi di luglio e agosto sui +23/+24 °C), ma complessivamente più secco e meno afoso rispetto a quello di zone limitrofe, come l'area urbana genovese e il golfo del Tigullio. Abbondanti risultano le precipitazioni, con medie pluviometriche intorno ai 1200–1300 mm, distribuite in circa 80 giornate/anno.
Volendo fare una distinzione ancor più precisa le località che presentano le temperature invernali più alte, tra tutte quelle che costituiscono il comprensorio, sono quelle a ridosso del crinale appenninico, quindi Camogli e soprattutto Pieve Ligure.

## Demografia
Con i suoi 13,14 chilometri quadrati il comune di Sori risulta essere il territorio comunale più esteso del comprensorio se pur distaccandosi di poco da Avegno con i suoi 13 chilometri quadrati. Pieve Ligure con un territorio comunale di 3,40 km² è il comune più piccolo del golfo Paradiso.
Per il numero dei residenti, secondo gli ultimi dati ISTAT del 31-12-2011, la città con più popolazione è Recco con 10 190 abitanti, mentre Uscio è il comune meno popoloso.

## Gastronomia e prodotti tipici
I più importanti piatti tipici di questo territorio sono la focaccia al formaggio di Recco (prodotto IGP), le acciughe di Camogli, nonché le trofie di Sori.
Per merito del clima particolarmente mite, sono assai diffuse nel territorio le piantagioni di agrumi e gli ulivi.